# Parafia Miłosierdzia Bożego w Siedlcach
Parafia Miłosierdzia Bożego w Siedlcach – rzymskokatolicka parafia w Siedlcach, należąca do dekanatu siedleckiego w diecezji siedleckiej.

## Historia
Parafia została erygowana w 1983 roku. Sama świątynia jest murowana, w stylu współczesnego budownictwa kościelnego. Wzniesiona w latach 1983–1988 dzięki staraniom ks. Mieczysława Łuszczyńskiego.

## Zasięg parafii
- Ulice:  Akacjowa, Św. Faustyny Kowalskiej, Grabowa, Janowska, Jarzębinowa, Jesionowa, Jodłowa, Kasztanowa, Klonowa, Lipowa, Modrzewiowa, Piaski Starowiejskie (część), Starowiejska (część), Staszica, Świerkowa, Topolowa, Wiązowa, Zaciszna, Żaboklicka
- Miejscowości: Stok Lacki